# Биогеохимия
Биогеохимия — раздел геохимии, изучает химический состав живого вещества и геохимические процессы, протекающие в биосфере Земли при участии живых организмов.
- Биогеохимия включает также органическую геохимию.
- Поскольку многие элементы (например, тяжёлые металлы и мышьяк) обладают токсичностью, то вопросы накопления этих металлов в организмах важны для экотоксикологии. Таким образом, биогеохимия связана с экотоксикологией и вопросами химического загрязнения среды элементами, проявляющими токсичность.

## История
Основателем биогеохимии является В. И. Вернадский. Под его руководством была создана первая биогеохимическая лаборатория (ныне Институт геохимии и аналитической химии им. В. И. Вернадского РАН).

## Предмет изучения
Биогеохимия является примером междисциплинарной науки. Биогеохимия имеет общие проблемы с биологией, экологией и науками об окружающей среде, с почвоведением и океанологией. Поскольку природный цикл диоксида углерода (углекислого газа) тесно связан с жизнедеятельностью организмов, его изучение имеет прямое отношение к проблематике биогеохимии. 
Следовательно, биогеохимия связана и с вопросами накопления в атмосфере парниковых газов (к ним относится и диоксид углерода) и проблемами глобального потепления. Роль организмов в формировании газов и всей атмосферы огромна. Ранее ошибочно полагали, что кислород атмосферы образуется при фотосинтезе из углекислого газа. Для поступательного развития науки имело значение открытие того, что кислород атмосферы образуется при фотосинтезе не из углекислого газа, а из воды.

## Достижения
Одним из достижений биогеохимии было развитие учения о биогеохимических провинциях. В конкретных биогеохимических провинциях может наблюдаться нехватка или избыток тех или иных элементов. Например, в пределах нечернозёмной зоны России распространены биогеохимические провинции с нехваткой кобальта. На основе представлений о биогеохимических провинциях В. В. Ковальским была создана система биогеохимического районирования территории СССР (1958—1964). При изучении биогеохимических провинций были открыты новые эндемические болезни животных и растений. Так, открыты новые эндемии, вызванные избытком бора (энтериты), молибдена (подагра), свинца (невралгии), никеля (заболевания эктодермальных образований), нехваткой кобальта (гиповитаминоз и авитаминоз В12). Были выяснены причины так называемой уровской эндемии (недостаток кальция при избытке стронция), краевого эндемического зоба (недостаток йода при одновременном недостатке кобальта).
Одним из направлений биогеохимии стало изучение изменчивости обмена веществ у животных под влиянием геохимических факторов среды, поэтому биогеохимия тесно связана и с биохимией.
Исследования биогеохимии стали теоретической основой применения микроэлементов в животноводстве и растениеводстве.
Интересное направление исследований — установление роли органических веществ в миграции химических элементов. Установлено, что германий связывается углём, ванадий — нефтью, бром и йод — торфом, медь, кобальт, никель, уран — гумусом.
Исследования глобальных циклов элементов продолжают оставаться важной темой биогеохимических исследований.

## Значение
Биогеохимия имеет большое значение для развития биологических наук и экономики, для контроля последствий загрязнения среды. Издаётся международный научный журнал «Проблемы биогеохимии и геохимической экологии».